# Lamborghini Silhouette
Lamborghini Silhouette je sportski cabrio dvosjed koji je Lamborghini proizvodio od 1976. do 1979. godine.

## Razvoj
Sredina 1970-ih godina je bila jako teška za Lamborghini. U Italiji su vladali veliki nemiri, čak je blizu Bologne ubijen čovjek. Uz to sve, vladala je i naftna kriza. 1974. Ferruccio Lamborghini prodao je svoje udjele i dao kontrolu Georges-Henriju Rossettiju i Renéu Leimeru. Bob Wallace, jedan od najpoznatijih Lamborghinijevih test vozača i inženjera napustio je tvrtku 1975 godine. Lamborghini u to vrijeme nije dobro poslovao pa je jeftiniji i manji automobil bio idealno rješenje. Silhouette je početno trebala biti styling vježba istaknute talijanske tvrtke Bertone. Baziran je na ranijem Urracu. Silhouette je bio prvi Lamborghini koji je koristio tvrdi krov. Uklonjivi krov se mogao pohraniti iza stražnjih sjedala. Kako bi se prilagodio novom krovu napravljene su značajne promjene kako bi se povećala čvrstoća. Bertone je preuredio karoseriju i napravio mjesta i za iznimno široke gume Pirelli P7. Dodali su nove lukove kotača, posebnu prednju haubu s kanalima za zrak za hladnjak ulja i kočnice. Straga je imala jedinstveni oblik prozora koji su zapravo bili obruč koji je skrivao krov.Iza sjedala je bio središnje postavljen V8 motor, koji je mogao razviti 265 KS. .

## Proizvodnja
Lamborghini Silhouette službeno je predstavljen na auto showu u Ženevi 1976.
Imao je 3.0 V8 motor i 5-stupanjski mjenjač i diferencijal koji su rađeni u istom bloku s motorom, te su slali svu snagu na zadnje kotače. Imao je Girling samoventilirajuće kočnice, te upravljač bez serva. Motor je imao 4 Weber 40 DCNF dvostruka karburatora i bio je hlađen vodom.
Uz sve financijske probleme tvrtke, kupci nisu bili pretjerano zainteresirani za Silhouette, dijelom zbog mnogo većeg i jačeg Countacha, koji je imao V12 motor i bio na jako dobrom glasu, tako da je Lamborghini proizveo samo 54 Silhouette, kojeg je nasljedio Jalpa.

## Vanjske poveznice
https://www.evo.co.uk/lamborghini/18632/lamborghini-silhouette-history-review-and-specs-of-an-icon
https://www.topspeed.com/cars/lamborghini/1976-1979-lamborghini-silhouette-ar78713.html
[neaktivna poveznica]